# Резерфордівське розсіяння
Резерфордівське розсіювання - розсіювання заряджених частинок на кулонівському центрі.
Диференціальний переріз резерфордівського розсіювання задається формулою Резерфорда: 
{\displaystyle \sigma (\theta )={\frac {\alpha ^{2}}{16E^{2}\sin ^{4}\theta /2}}},
де E - енергія часткок, які розсіюються на центрі, θ - кут розсіювання, {\displaystyle \alpha =Z_{1}Z_{2}e^{2}}, де e - елементарний заряд, Z1 і  Z2 - величина заряду частинки й мішені в одиницях елементарного заряду. 
Формула Резерфорда однакова у класичній і квантовій механіці. 
Резерфордівське розсіяння мало велике значення для встановлення будови  атома. В 1911 році Ернест Резерфорд провів знаменитий експеримент із розсіювання альфа-частинок і експериментально перевірив справедливість своєї формули.  Це дозволило йому побудувати планетарну модель атома й встановити розміри ядра.
Формула Резерфорда перестає бути справедливою лише при дуже малих і дуже великих кутах розсіювання. На малі кути розсіюються частинки, які пролітають далеко від кулонівського центру (ядра), на віддалях, коли починає грати роль розсіювання на електронах. При дуже великих кутах розсіювання (малі прицільні віддалі) починають діяти ядерні сили.

## Використання
Метод Резерфордівського розсіяння назад досі залишається популярним методом аналізу хімічного складу приповерхневих шарів матеріалів.